# Bibio turcmenicus
Bibio turcmenicus är en tvåvingeart som beskrevs av Oswald Duda 1930. Bibio turcmenicus ingår i släktet Bibio och familjen hårmyggor. Inga underarter finns listade i Catalogue of Life.